# الدولة (لقب)
الدولة (بالإنجليزية: al-Dawla)‏ تعني «السلالة»، وتظهر في العديد من الألقاب الشريفة والملكية في العالم الإسلامي، تم ابتكارها في القرن العاشر لكبار رجال الدولة في الخلافة العباسية، وسرعان ما انتشرت في جميع أنحاء العالم الإسلامي، وقدمت نموذجًا لمجموعة متنوعة من الألقاب المشابهة مع عناصر أخرى مثل الدين («الإيمان»)، يعزو علماء إسلاميون آخرون إلى وجود الكلمة بعد هجرة النبي محمد صلى الله عليه وسلم في المدينة المنورة، حيث سيخلق في النهاية دولة إسلامية فاعلة، يجادل بعض العلماء مثل إياد جمال الدين بأن الكلمة هي نسخة معدلة من عبد الله، حيث تعني «الدولة» أساسًا «خادم الدولة».

## الأصل والتطور
يعني مصطلح الدولة في الأصل «دورة، وقت، فترة حكم»، وغالبًا ما كان الخلفاء العباسيون يستخدمون بشكل خاص للإشارة إلى «وقت نجاحهم»، أي عهدهم، وسرعان ما أصبح مرتبطًا بشكل خاص بمنزل الحاكم واكتساب دلالة «الأسرة الحاكمة»، في الاستخدام الحديث منذ القرن التاسع عشر، أصبح يعني «الدولة»، ولا سيما الدولة العلمانية من النمط الغربي في مقابل أنظمة الدولة الأسرية أو الدينية القائمة حتى ذلك الحين في العالم الإسلامي.

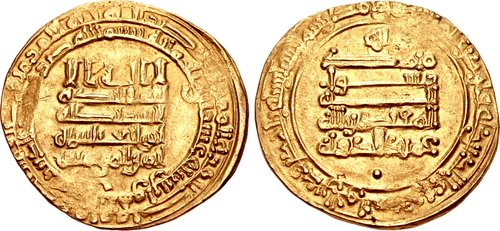
الدينار الذهبي للمقتدر مع أسماء وريثه أبو العباس والوزير عميد الدولة

في أوائل القرن العاشر، بدأت شكل الدولة في الظهور كمجمع في ألقاب الشرف التي يمنحها الخلفاء لكبار الخدم، بدايةً من الوزير القاسم بن عبيد الله بن وهب، الذي حصل على لقب ولي الدولة («صديق الأسرة») من قبل الخليفة المكتفي (حكم من 902 إلى 908)، وهو عبارة عن خطاب ظهر أيضًا على عملة الخليفة، كما تم منح الشرف نفسه لابن القاسم «الحسين»، الذي أطلق عليه اسم «عميد الدولة» من قبل المقتدر في فبراير 932.
كانت نقطة التحول الرئيسية هي الجائزة المزدوجة لألقاب ناصر الدولة («مساعد الأسرة») وسيف الدولة («سيف الأسرة») لأمراء حمداني حسن وعلي في أبريل 942، بعد هذا الوقت، «منح مثل هذه الألقاب على المحافظين بشكل رسمي يرمز إلى تسليم السلطة السياسية إلى» الأمراء «من سلالات الأقاليم» (جي. إندرس)، في عام 946، مع فوز «البويدين» في مسابقة السيطرة على العراق وعاصمة الخلافة في بغداد، تولى أحمد بن بوا المنتصر لقب «معز الدولة» («حصن الأسرة»)، بينما كان إخوته تولوا ألقاب عماد الدولة وركن الدولة («الدعم» و «عمود الأسرة» على التوالي).
تم تقليد المثال الذي وضعه الحمدانيون والبويديون في جميع أنحاء العالم الإسلامي، من السمانين والغزنويين في الشرق إلى الفاطميين في مصر وحتى بعض ممالك الطائف في الأندلس، ومع ذلك، بحلول نهاية القرن العاشر، أصبح استخدام عنصر الدولة على نطاق واسع لدرجة أنه أصبح مذلولًا، وبدأ يتم استكماله واستبدل بعناوين مماثلة، قام البويديون، الذين بدأوا منذ وقت مبكر باستخدام الألقاب الساسانية مثل شاهانشاه بالتوازي مع ألقابهم العربية، بقيادة الطريق مرة أخرى، حيث حصل عضد الدولة من الخليفة على لقب تاج الميلا ("تاج ال [ الجماعة الإسلامية])، من الآن فصاعدا، بدأت الألقاب مع العناصر ميلا ("الدين")، الأمة ("المجتمع")، الدين ("الإيمان") في الظهور.
في الواقع، كان انتشار الألقاب المتعددة أكثر من أي وقت مضى التي بدأت مع منح أشكال الدولة سريعة جدًا واسعة النطاق، منذ حوالي 1000عام، أعرب الباحث البيروني عن أسفه لهذه الممارسة، متذمرًا من أن «الأمر يعارض تمامًا الفطرة السليمة، والغير متقن إلى أقصى درجة، بحيث يتعب من يذكرهم قبل أن يبدأ بالكاد، والذي يكتب لهم يفقد وقته ومساحة الكتابة، ومن يخاطبهم يخاطر بفقدان وقت الصلاة»، بحلول القرن الثاني عشر، أصبحت الألقاب مع الدولة تسميات تكريمية بسيطة، يمكن أن يحصل طبيب المحكمة البسيط في محكمة بغداد، مثل ابن التلميذ، على لقب أمين الدولة («مؤيد موثوق من الأسرة الحاكمة»)، ومع ذلك، على الرغم من الذل والمهانة، ظلت الألقاب تدل على «مكانة عالية لحاملها في المجتمع»، في الهند، استمر استخدامهم من قبل الحكام المسلمين الفرديين، وفي إيران، غالبًا ما كان وزراء الحكومة يتلقون ألقاب مع مجمع الدولة.
في ولاية حيدر أباد المسلمة الهندية الكبرى، كانت الدولة واحدة من الألقاب الأرستقراطية التي منحها نظام الحاكم على الخدم في المحاكم الإسلامية، مرتبة فوق خان، وخان بهادور، ونواب (متجانسة مع لقب حاكم إسلامي كبير)، جانغ (بترتيب تصاعدي)، ولكن تحت حكم الملك وأميره وجاهه، وكان ما يعادل للخدم الهندوس في المحكمة ملك، في بهوالبور كان مخلص الدولة («خادم الدولة المخلص») وسيف الدولة ومعين الدولة وركن الدولة جميعها ألقاب فرعية نواب الحاكم وأميره، استخدمت أسرة القاجار في بلاد فارس الألقاب مع لاحقة الدولة كشرف لأفراد العائلة المالكة، في أوائل مصر الحديثة وبيليك تونس، استخدم صاحب الدولة («رب الدولة») كأوسمة شرف للوزراء رفيعي المستوى، في حين كان رئيس الدولة (رئيس الدولة) هو اللقب الرسمي لعبد الكريم، زعيم جمهورية الريف.

## أمثلة على مشرف الدولة
عضد الدولة
علاء الدولة ميرزا
بهاء آل الدولة
صالح بن مرداس
ضياء الدولة
فخر الدولة
أسد الدولة
أمين الدولة
ظاهر الدولة
تاج الدولة
سلطان الدولة
سراج الدولة
شبل الدولة نصر
شرف الدولة
شمس الدولة
سيف الدولة
سعيد الدولة
سعد الدولة
ركن الدولة
ناصر الدولة
مشرف الدولة
مرتضى الدولة
معز الدولة
مؤيد الدولة
افتخار الدولة
ضياء الدولة

## الملاحظات
1. ↑  MEMRITV2 (23 نوفمبر 2010)، Ayad Jamal Al-Din in TV Debate About Separation of Religion and State، مؤرشف من الأصل في 2019-11-10، اطلع عليه بتاريخ 2019-03-06{{استشهاد}}:  صيانة الاستشهاد: أسماء عددية: قائمة المؤلفين (link)
2. ↑  Rosenthal 1965، صفحات 177–178.
3. ↑  Ayubi 1995، صفحات 21–22.
4. 1 2 3 4 5 6 7 8  Rosenthal 1965، صفحة 178.
5. 1 2  Endress 2002، صفحة 148.
6. ↑  Endress 2002، صفحات 148–149.
7. ↑  Endress 2002، صفحات 147–148.